# 仙台東部高架橋
仙台東部高架橋（せんだいとうぶこうかきょう）は、宮城県仙台市に架かる仙台東部道路の橋である。

## 概要
ほぼ全区間が県道仙台塩釜線（産業道路）の上空を通る高架橋であり、道路橋としては東北一の長さを誇る。
仙台都市圏環状自動車専用道路（ぐるっ都・仙台）の仙台東IC付近から北に向かって松島丘陵に到るまでの区間には、仙台東部道路の仙台東部高架橋（4,390 m）、仙台港北IC付近の数百mの盛土区間をはさんで、三陸自動車道の多賀城高架橋（3,734 m）、高架の利府JCTおよび仙台北部道路の利府高架橋（2,850 m）と高架橋が連続しており、その合計は約11 kmに及ぶ。これらは、東北地方における一般国道の長大橋の1位から3位までの橋である（2003年8月末現在）。
- 本線（Google マップ）
- 橋長 : 4,390 m[2]
  - 上部工型式
    - 一般部：連続鋼鈑桁および連続鋼箱桁（約4,200 m）[2]
    - 七北田川部：連続PC箱桁（約200m）[2]

  - 下部工型式
    - 橋台2基[2]
    - 橋脚（コンクリート橋脚35基、鋼製橋脚52基）[2]
- 片側2車線
- 規制速度 : 100 km/h
- 事業費 : 約520億円[1]

## 歴史
- 2001年（平成13年）
  - 7月15日 : 仙台東部高架橋上でハイウェイマラソン&ウォーキング大会を実施（人力車デモンストレーションあり）[4]。
  - 8月1日 : 仙台東IC - 仙台港北IC開通とともに供用開始。
  - 全建賞を受賞[5]。
- 2012年（平成24年）12月1日 : 仙台港IC供用開始。

## 隣の橋梁
名取川橋 - 仙台東部高架橋 - 多賀城高架橋（三陸道）